# Jean-Louis Gagnaire

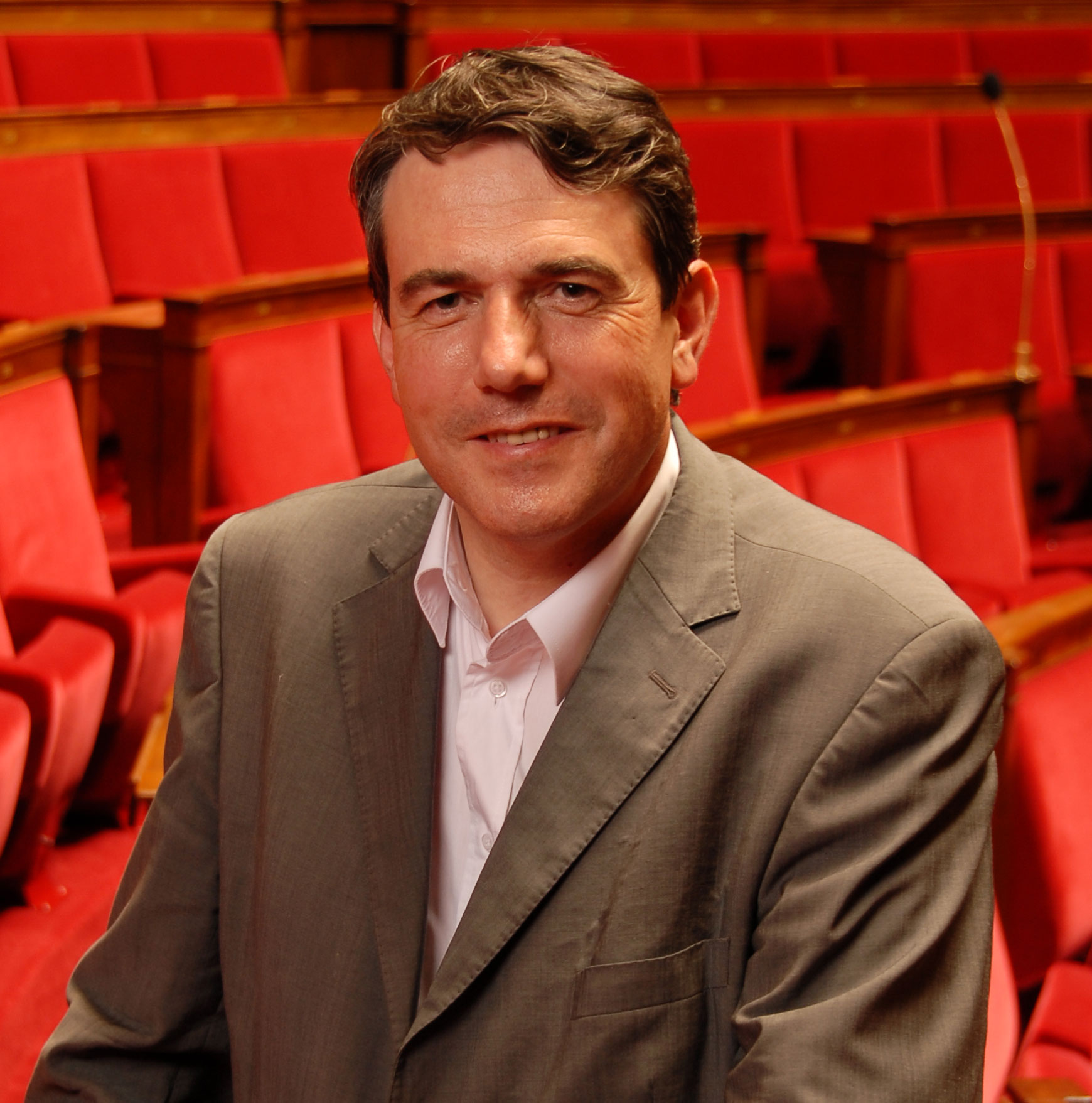
Jean-Louis Gagnaire

Jean-Louis Gagnaire (* 29. April 1956 in Saint-Étienne) ist ein französischer Politiker. Er war von 2007 bis 2017 Abgeordneter der Nationalversammlung.
Gagnaire, der nach dem Tod seines Vaters den Familienbetrieb übernahm, studierte in Lyon am Institut d’études politiques Erziehungswissenschaften und öffentliche Verwaltung. Danach war er von 1988 bis 1990 Student an der ENA. Sein politisches Engagement begann 1982 mit dem Eintritt in die Parti socialiste. 1998 trat er bei den Wahlen zum Generalrat des Départements Loire und dem Regionalrat von Rhône-Alpes an. Ihm gelang der Einzug in beide Parlamente. Bei den Parlamentswahlen 2007 kandidierte er im zweiten Wahlkreis des Départements Loire und wurde im zweiten Wahlgang mit 53,99 Prozent der Stimmen in die Nationalversammlung gewählt.
2012 gelang ihm in der Stichwahl mit 59,93 Prozent die Wiederwahl. 2017 verzichtete Gagnaire auf einen neuerlichen Antritt zur Wahl. Seine Zeit als Abgeordneter endete am 20. Juni 2017.